# Плауэ
Плауэ (нем. Plaue) — город в Германии, районный центр, расположен в земле Тюрингия. 
Входит в состав района Ильм. Подчиняется управлению Оберес Гераталь.  Население составляет 1837 человек (на 31 декабря 2010 года). Занимает площадь 18,19 км². Официальный код  —  16 0 70 043.
Город подразделяется на 2 городских района.

## Достопримечательности
- Эренбург — средневековый каменный замок

## Фотографии

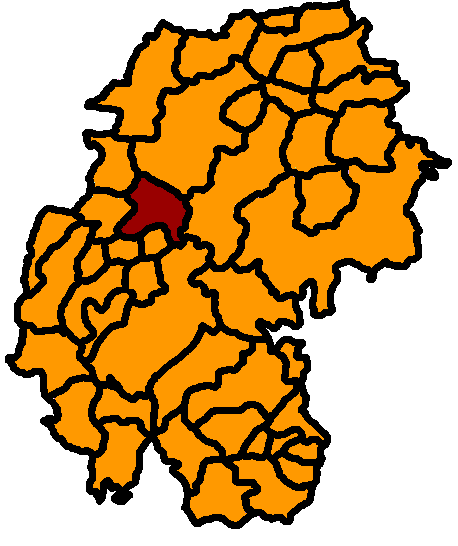
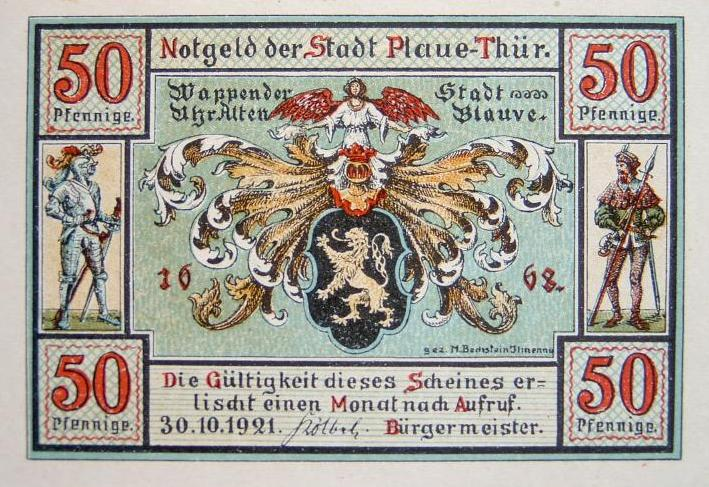
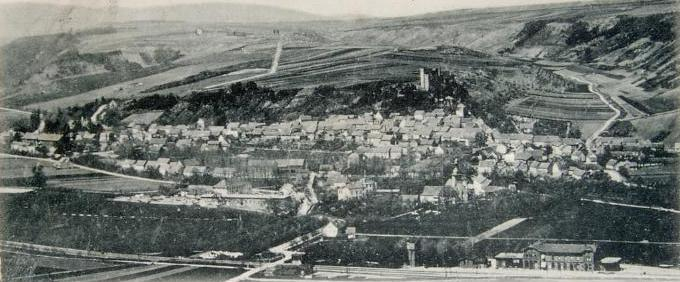
Город на почтовой открытке 1907 года
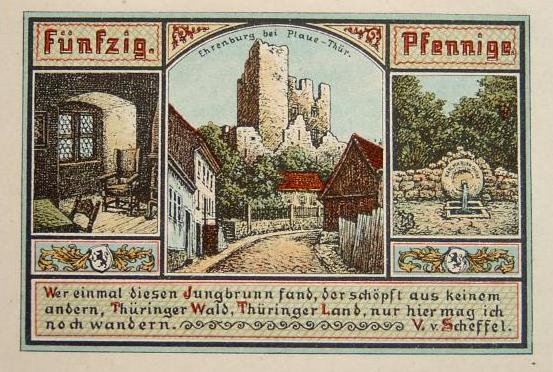
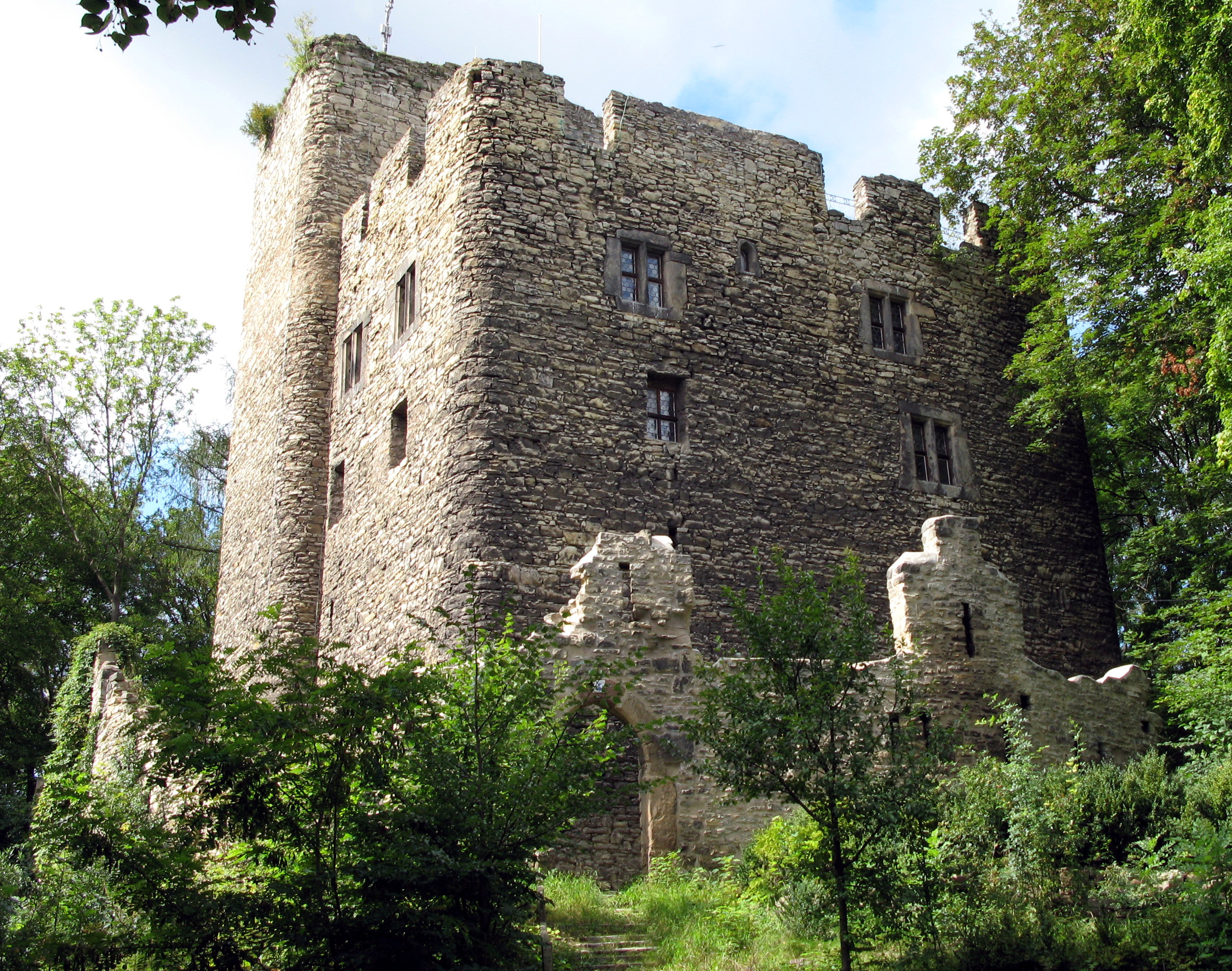
Средневековый замок Эренбург
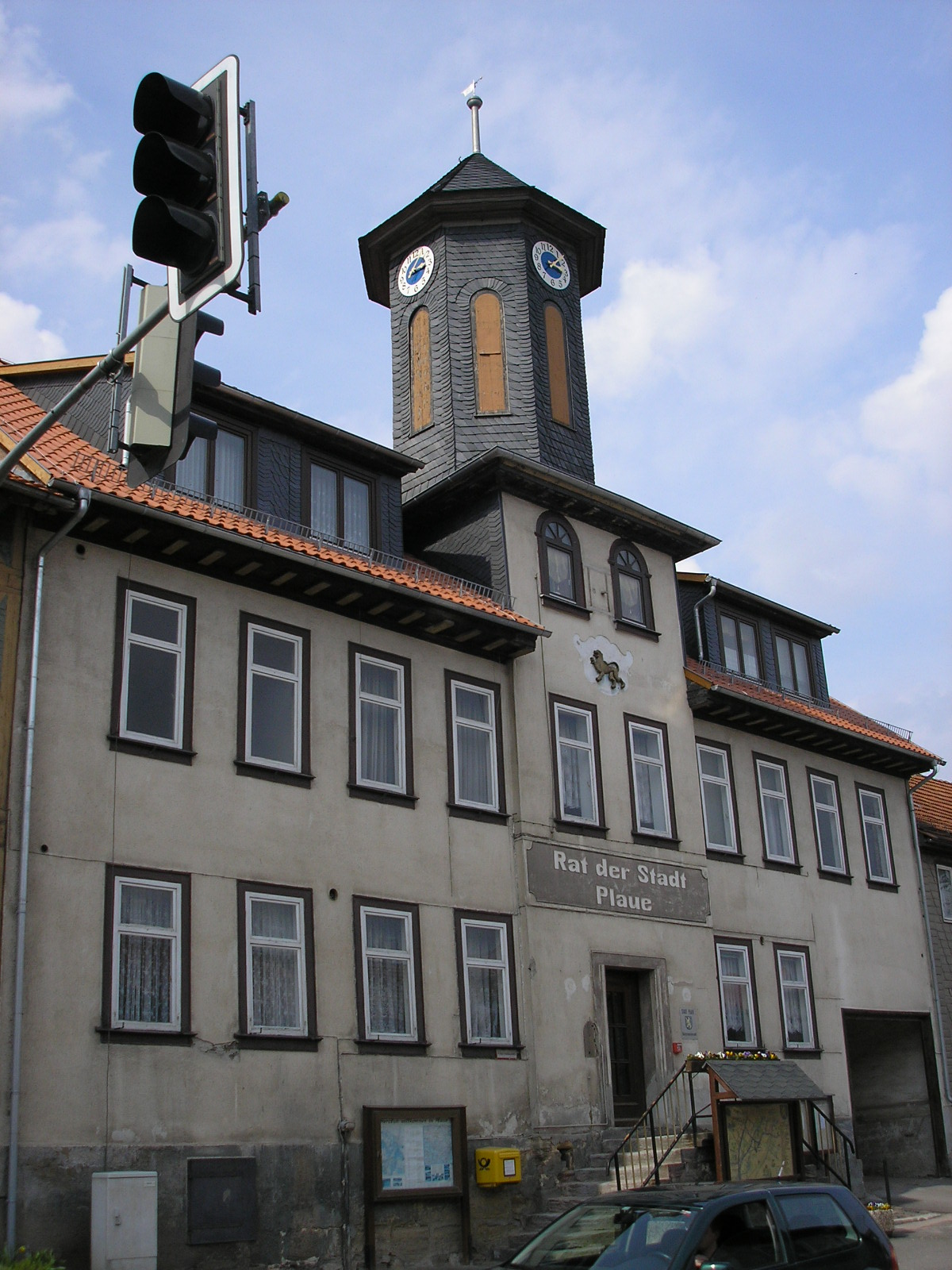
Здание ратуши